# Daemonolatreiae libri tres
Daemonolatreiae libri tres es una obra de Nicolas Remy escrita en 1595. La primera traducción a otra lengua fue en 1929, cuando Montague Summers la denominó en idioma inglés como Demonolatry. Fue reeditada en esa lengua el año 2003 por Kessinger Publishing en 2003.
Junto con el Malleus Maleficarum, por lo general se considera como uno de los más importantes primeros trabajos sobre demonios y brujas. El libro fue extraído de los juicios capitales de 900 personas, más o menos, que en el plazo de quince años en la región de Lorena pagaron con la pena de muerte el crimen de la brujería.